# Denis d'Inès
Joseph-Victor-Octave Denis, dit Denis d'Inès, est un acteur français, né le 1er septembre 1885 à Paris, où il est mort le 25 octobre 1968.

## Biographie
Denis d'Inès est entré à la Comédie-Française en 1914. Il en fut sociétaire de 1920 à 1953, administrateur général par intérim en 1945, et metteur en scène pour quelques pièces.
Il est inhumé au cimetière parisien de Bagneux (division 57).

## Filmographie
- 1910 : Hop-Frog d'Henri Desfontaines
- 1910 : Le Scarabée d'or d'Henri Desfontaines
- 1911 : Falstaff d'Henri Desfontaines
- 1911 : La Mégère apprivoisée d'Henri Desfontaines
- 1911 : Le Roman de la momie d'Henri Desfontaines
- 1911 : Olivier Cromwell d'Henri Desfontaines
- 1913 : Shylock d'Henri Desfontaines
- 1938 : La Tragédie impériale de Marcel l'Herbier
- 1938 : Le Héros de la Marne d'André Hugon : l'abbé Riton
- 1939 : La Brigade sauvage de Jean Dréville
- 1943 : La Malibran de Sacha Guitry
- 1945 : Boule de Suif de Christian-Jaque
- 1948 : Cartouche, roi de Paris de Guillaume Radot
- 1948 : D'homme à hommes de Christian-Jaque
- 1948 : Le Diable boiteux de Sacha Guitry
- 1950 : Véronique de Robert Vernay
- 1950 : Les Deux Gamines de Maurice de Canonge
- 1951 : Paris chante toujours de Pierre Montazel
- 1951 : Nez de cuir de Yves Allégret
- 1951 : Procès au Vatican de André Haguet
- 1953 : L'Affaire Maurizius de Julien Duvivier
- 1954 : Madame du Barry de Christian-Jaque
- 1954 : Napoléon de Sacha Guitry
- 1955 : Si Paris nous était conté de Sacha Guitry
- 1955 : Le Souffle de la liberté de Clemente Fracassi
- 1958 : Drôles de phénomènes de Robert Vernay

## Théâtre

### Hors Comédie-Française
- 1905 : Vers l'amour de Léon Gandillot, mise en scène André Antoine, Théâtre Antoine
- 1908 : Parmi les pierres de Hermann Sudermann, Théâtre de l'Odéon
- 1909 : La Mort de Pan d'Alexandre Arnoux, mise en scène André Antoine, Théâtre de l'Odéon
- 1909 : Beethoven de René Fauchois, mise en scène André Antoine, Théâtre de l'Odéon
- 1909 : Les Grands de Pierre Veber et Serge Basset, Théâtre de l'Odéon
- 1909 : La Bigote de Jules Renard, mise en scène André Antoine, Théâtre de l'Odéon
- 1910 : Cœur maternel de Oscar Franck, mise en scène André Antoine, Théâtre de l'Odéon
- 1911 : L'Armée dans la ville de Jules Romains, mise en scène André Antoine, Théâtre de l'Odéon
- 1911 : Rivoli de René Fauchois, Théâtre de l'Odéon
- 1911 : Musotte de Guy de Maupassant et Jacques Normand, Théâtre de l'Odéon
- 1912 : La Foi d'Eugène Brieux, Théâtre de l'Odéon
- 1912 : Troïlus et Cressida de William Shakespeare, mise en scène André Antoine, Théâtre de l'Odéon
- 1912 : L'Honneur japonais de Paul Anthelme, Théâtre de l'Odéon
- 1912 : Le Double Madrigal de Jean Auzanet, mise en scène André Antoine, Théâtre de l'Odéon
- 1912 : Faust de Johann Wolfgang von Goethe, Théâtre de l'Odéon
- 1913 : La Maison divisée d'André Fernet, Théâtre de l'Odéon
- 1913 : Rachel de Gustave Grillet, Théâtre de l'Odéon
- 1913 : La Rue du Sentier de Pierre Decourcelle et André Maurel, Théâtre de l'Odéon
- 1914 : Le Bourgeois aux champs d'Eugène Brieux, Théâtre de l'Odéon
- 1917 : Manon en voyage opéra comique en 1 acte de Jules Massenet et Claude Terrasse, Théâtre Édouard VII
- 1929 : Topaze de Marcel Pagnol, pour la tournée Karsenty, Topaze[3]

### Comédie-Française
Entrée à la Comédie-Française en 1914
Sociétaire de 1920 à 1953
Administrateur général par intérim du 1er juillet 1945 à octobre 1945
Doyen de 1945 à 1953
361e sociétaire
Sociétaire honoraire en 1954
- 1914 : Le Prince charmant de Tristan Bernard : Loncle
- 1916 : Le Bourgeois gentilhomme de Molière : le maître à danser
- 1919 : L'Hérodienne d'Albert du Bois : Harmakhis
- 1920 : La Fille de Roland de Henri de Bornier : Radbert
- 1920 : L'Amour médecin de Molière, mise en scène Georges Berr : l'opérateur
- 1920 : Juliette et Roméo d'André Rivoire d'après William Shakespeare : l'apothicaire
- 1920 : Le Repas du lion de François de Curel : l'abbé Paul Charrier
- 1920 : Les Deux Écoles d'Alfred Capus : Le Hautois
- 1920 : Barberine d'Alfred de Musset, mise en scène Émile Fabre : Wladislas
- 1921 : La Robe rouge d'Eugène Brieux : La Bouzule
- 1921 : La Coupe enchantée de Jean de La Fontaine et Champmeslé : Josselin
- 1921 : Les Fâcheux de Molière : Lisandre
- 1921 : Monsieur de Pourceaugnac de Molière : premier médecin
- 1921 : Un ami de jeunesse d'Edmond Sée
- 1922 : Dom Juan de Molière : Pierrot
- 1922 : Le Mariage forcé de Molière : le Magicien
- 1922 : On ne badine pas avec l'amour d'Alfred de Musset : le Baron
- 1922 : Marion de Lorme de Victor Hugo : l'Angely
- 1922 : Vautrin d'Edmond Guiraud d'après Honoré de Balzac : Bibi-Lupin
- 1922 : L'Avare de Molière : Harpagon
- 1922 : Les Fourberies de Scapin de Molière : Géronte
- 1923 : Le Dépit amoureux de Molière : Métaphraste
- 1923 : 1802 Dialogue des morts d'Ernest Renan : Voltaire
- 1923 : Les Deux Trouvailles de Gallus de Victor Hugo : le baron Guinich
- 1923 : Un homme en marche de Henry Marx : Daniel Mérien
- 1923 : Monna Vanna de Maurice Maeterlinck : Trivulzio
- 1924 : Les Fourberies de Scapin de Molière, mise en scène Charles Granval : Géronte
- 1924 : Molière et son ombre de Jacques Richepin
- 1924 : La Sœur de Jocrisse d'Antoine-François Varner et Félix-Auguste Duvert : Jocrisse
- 1924 : Quitte pour la peur d'Alfred de Vigny : Tronchin
- 1924 : Manon de Fernand Nozière, Théâtre de la Gaîté
- 1925 : Bettine d'Alfred de Musset : le marquis Stéfani
- 1925 : Le Bourgeois gentilhomme de Molière : le maître à danser
- 1925 : Hedda Gabler de Henrik Ibsen : Eylert Loevborg
- 1925 : Maître Favilla de Jules Truffier d'après George Sand : Maître Favilla
- 1926 : Vieille renommée d'Alfred Athis : Beaupréau
- 1926 : À quoi rêvent les jeunes filles d'Alfred de Musset, mise en scène Charles Granval : le duc Laërte
- 1926 : Les Compères du roi Louis de Paul Fort : Louis XI
- 1927 : La Torche sous le boisseau de Gabriele D'Annunzio : l'homme aux serpents
- 1931 : Le Sang de Danton de Saint-Georges de Bouhélier : Robespierre
- 1933 : La Tragédie de Coriolan de William Shakespeare, mise en scène Émile Fabre : Sicilius Velutus
- 1935 : Madame Quinze de Jean Sarment, mise en scène de l'auteur : le vieux de Fontenoy
- 1935 : Lucrèce Borgia de Victor Hugo, mise en scène Émile Fabre : Gubetta
- 1936 : La Rabouilleuse d'Émile Fabre d'après Honoré de Balzac, mise en scène Émile Fabre : Jean-Jacques Rouget
- 1938 : Le Bourgeois gentilhomme de Molière, mise en scène Denis d'Inès : le maître à danser
- 1938 : Tricolore de Pierre Lestringuez, mise en scène Louis Jouvet
- 1939 : Le Mariage de Figaro de Beaumarchais, mise en scène Charles Dullin : Antonio
- 1939 : Cyrano de Bergerac d'Edmond Rostand, mise en scène Pierre Dux
- 1939 : A souffert sous Ponce-Pilate de Paul Raynal, mise en scène René Alexandre : Hanan
- 1939 : Le Jeu de l'amour et de la mort de Romain Rolland, mise en scène Denis d'Inès : Clapart
- 1940 : On ne badine pas avec l'amour d'Alfred de Musset, mise en scène Pierre Bertin : le baron
- 1940 : Le Mariage forcé de Molière, mise en scène Fernand Ledoux : Pancrace
- 1940 : La Nuit des rois de William Shakespeare, mise en scène Jacques Copeau : Feste, le bouffon
- 1941 : Lucrèce Borgia de Victor Hugo, mise en scène Émile Fabre : Gubetta
- 1941 : Léopold le bien-aimé de Jean Sarment, mise en scène Pierre Dux, Comédie-Française : Monsieur Ponce
- 1941 : La Farce de Maître Pathelin : Pathelin
- 1942 : Gringoire de Théodore de Banville, mise en scène Denis d'Inès : Louis XI
- 1942 : L'Article 330 de Georges Courteline : La Brige
- 1943 : Vidocq chez Balzac d'Émile Fabre d'après Honoré de Balzac, mise en scène Émile Fabre : Vidocq
- 1943 : Boubouroche de Georges Courteline : le vieux monsieur
- 1943 : Courteline au travail de Sacha Guitry
- 1944 : Ruy Blas de Victor Hugo, mise en scène Pierre Dux : Don César de Bazan
- 1944 : La Seconde Surprise de l'amour de Marivaux, mise en scène Pierre Bertin : Hortensius
- 1944 : Le Bourgeois gentilhomme de Molière, mise en scène Pierre Bertin : le maître de philosophie
- 1944 : Le Malade imaginaire de Molière, mise en scène Jean Meyer : Monsieur Purgon
- 1944 : Les Fiancés du Havre d'Armand Salacrou, mise en scène Pierre Dux : M. Aubanel
- 1945 : Antoine et Cléopâtre de William Shakespeare, mise en scène Jean-Louis Barrault : le devin
- 1945 : L'Ami Fritz d'Erckmann-Chatrian : David Sichel
- 1946 : Le Voyage de monsieur Perrichon d'Eugène Labiche et Édouard Martin, mise en scène Jean Meyer : Perrichon
- 1946 : Le Mariage de Figaro de Beaumarchais, mise en scène Jean Meyer : Antonio
- 1947 : Ruy Blas de Victor Hugo, mise en scène Pierre Dux
- 1947 : Les affaires sont les affaires d'Octave Mirbeau, mise en scène Fernand Ledoux : Isidore Lechat
- 1947 : On ne badine pas avec l'amour d'Alfred de Musset, mise en scène Julien Bertheau : le baron
- 1947 : Les Jocrisses de l'amour de Lambert-Thiboust et Théodore Barrière, mise en scène Jean Meyer : César Moulnier
- 1948 : L'Ami Fritz d'Erckmann-Chatrian : David Sichel
- 193548 : Lucrèce Borgia de Victor Hugo, mise en scène Denis d'Inès
- 1949 : L'Avare de Molière, mise en scène Jean Meyer : Harpagon
- 1950 : Un conte d'hiver de William Shakespeare, mise en scène Julien Bertheau : le vieux berger
- 1951 : L'Arlésienne d'Alphonse Daudet, mise en scène Julien Bertheau, Comédie-Française au Théâtre de l'Odéon : Francet Mamaï
- 1951 : Mademoiselle de La Seiglière de Jules Sandeau, mise en scène Georges Chamarat, Comédie-Française au Théâtre de l'Odéon : Marquis de La Seiglière
- 1951 : Madame Sans Gêne de Victorien Sardou, mise en scène Georges Chamarat : Fouché
- 1951 : L'homme que j'ai tué de Maurice Rostand, mise en scène Julien Bertheau : Hens
- 1951 : Le Bourgeois gentilhomme de Molière, mise en scène Jean Meyer : le maître de philosophie
- 1952 : Le Voyage de monsieur Perrichon d'Eugène Labiche et Édouard Martin, mise en scène Jean Meyer : Perrichon
- 1952 : Les Nuées d'Aristophane, mise en scène Socrato Carandinos : Strepsiade
- 1952 : Roméo et Juliette de William Shakespeare, mise en scène Julien Bertheau : un apothicaire
- 1952 : Les Fourberies de Scapin de Molière, mise en scène Jean Meyer : Géronte

### Metteur en scène
- 1938 : Le Bourgeois gentilhomme, Comédie-Française
- 1939 : Le Jeu de l'amour et de la mort de Romain Rolland, Comédie-Française
- 1942 : Gringoire de Théodore de Banville, Comédie-Française
- 1945 : Une visite de noces d'Alexandre Dumas fils, Comédie-Française
- 1948 : Lucrèce Borgia de Victor Hugo, Comédie-Française